# Президент на Камерун
Президентът на Камерун е най-висшият пост в държавния апарат на страната. Президентът има най-големите правомощия сред останалите, участващи в управлението. От 11 октомври 2004 г. президент на Камерун е Пол Бия, избран с гласове, съставящи 70% от общите гласове.

## Последните избори
| Кандидат         | Гласове   | %     |
| ---------------- | --------- | ----- |
| Пол Бия          | 2 665 359 | 70.92 |
| Ни Джон Фру Нди  | 654 066   | 17,40 |
| Адаму Ндам Ньожа | 168 318   | 4,48  |